# José Bayolo Pacheco de Amorim
José Bayolo Pacheco de Amorim (Casa da Sobreira, Troviscoso, Monção, 2 de Novembro de 1918 - Coimbra, 16 de Março de 2013) professor universitário, matemático, e publicista português.
  

## Percurso Académico[4]
Concluiu, em 1934 o curso liceal, ingressando na Universidade de Coimbra, onde fez a licenciatura em Ciências Matemáticas em 1941.
Em 1942 foi contratado como 2º assistente pela Faculdade de Ciências daquela universidade, tomando a regência dos cursos teóricos de Geometria Superior, de 1942 a 1945, Cálculo de Probabilidades de 1945 a 1951, Geodesia, desde 1953, Probabilidades, Erros, Estatística e Cálculo Numérico, em 1956-57, além dos cursos práticos de Matemáticas Gerais, Álgebra Superior, Geometria Superior, Análise Superior, ca´lculo Infinitesimal e Complementos de Álgebra em diversos anos de 1941 a 1956. .
Em 1946 foi-lhe concedida uma bolsa de estudo pelo Instituto para a Alta Cultura, para trabalhar no Instituto Jorge Juan, de Matemática, de Madrid, iniciando ali estudos de Topologia, concluindo em 1952 um trabalho de investigação sobre o problema das quatro cores que constituiu a sua tese de doutoramento. Como investigador, nas suas dissertações e noutros trabalhos que publicou, ele fez uma análise pormenorizada do problema da dualidade entre cartas geográficas e grafos, recorrendo a conceitos delicados de Topologia. Foi o primeiro cultor, em Portugal, do que hoje chamamos a teoria dos grafos e redes. A acima referida tese de doutoramento, sobre o célebre problema das quatro cores, integrava-se nessa árera de especialidade. No Instituto Jorge Juan de Madrid trabalhou estreitamente com Alfred Errera, outro pioneiro desta área. Note-se que as universidades portuguesas tinham, naqueles tempos, uma extrema rigidez de curriculum; não era possível oferecer aos alunos qualquer variação no elenco das disciplinas que constituem os cursos. Só muito mais tarde começou a haver opções. Devido a isso José Bayolo Pacheco de Amorim nunca pôde oferecer aos alunos uma disciplina sobre a sua especialidade, grafos e redes.
Em Julho de 1953 prestou provas para doutoramento e, nomeado ainda esse ano 1ºassistente.
Em Maio de 1955 recebeu insígnias doutorais na Sala dos Actos Grandes da universidade, tendo, como o mais novo dos doutorandos nesse Acto, proferido a oração determinada pelos estatutos, a qual foi publicada no jornal O Debate, de Lisboa, em em 14-5-1955.
Em 1956 participou no Congresso Luso-Espanhol para o Progresso das Ciências, realizado em Coimbra, apresentando uma comunicação Sobre o Problema das Quatro Cores. Membro, nesse mesmo ano, do Centro de Matemática Aplicada ao Estudo de Energia nuclear da Faculdade de Ciências da Universidade de Coimbra
Em 1958 foi aprovado por unanimidade em concurso de provas públicas, para Professor Extraordinário da universidade.
Em Fevereiro de 1962, tomou posse como Secretário da Faculdade de Ciências da Universidade de Coimbra.
Em 1969 assumiu a direcção do Departamento de matemática da mesma universidade.
Em 16 de Junho de 1970 assume a Direcção do Observatório Astronómico da Universidade de Coimbra

## Fundador e primeiro Presidente do Instituto Politécnico de Tomar[5]
Foi o fundador e primeiro Presidente do Instituto Politécnico de Tomar, que dirigiu entre 1982 e 2005. A ele se deve a criação, no IPT, de estudos de arqueologia, numa altura (anos 80 do século passado) em que Portugal considerava que os institutos politécnicos deveriam ter apenas engenharias técnicas e gestão. A ele se deve o facto de o IPT ter sido o primeiro politécnico a ter ensino no domínio do que hoje se chama “Artes e Humanidades”. A licenciatura de Artes Gráficas lá criada foi a primeira do género em Portugal e a licenciatura em Conservação e restauro foi a primeira, a esse nível, em toda a Europa Continental.
Com o seu apoio, o IPT criou em 1987 o então “Laboratório de Pré-História e Paleontologia” (hoje Centro de Pré-História), para apoio àquele que foi o primeiro curso de pós-graduação de todo o ensino politécnico em Portugal: o “Curso de Estudos Superiores Especializados em Arte e Arqueologia”, inaugurado em 1986.
Nos anos subsequentes, dinamizou e apoiou as diferentes iniciativas que se foram consolidando em torno do IPT neste domínio:
Os campos de arqueologia de Verão (desde 1987);
Os programas intensivos de arqueologia e de arte rupestre e gestão do património (desde 1989, que viriam a merecer prémios da Comissão Europeia em 1994 e em 2008);
Os programas de investigação e de doutoramento europeus (a partir de 1994);
O Mestrado Erasmus Mundus em Arqueologia (iniciado em 2004 em parceria com a UTAD, agora prolongado também com um doutoramento Erasmus Mundus);
O que é hoje o projecto do Museu de Arte Pré-Histórica de Mação e a rede do Instituto Terra e Memória, com projectos em mais de 10 países de 3 continentes.

## Actividade Política[6]
Político de convicções monárquicas foi um adversário profundo do regime republicano, considerando como ilegítimas todas as autoridades instituídas desde a queda da monarquia sendo, nessa qualidade e por essa razão, opositor ao Estado Novo. Aquando do início da guerra ultramarina e por considerar que Portugal, como "pátria una" estava em jogo, exortou à colaboração com o regime, posição, aliás, tomada por não poucas personalidades da Direita que se não revia no regime. Foi um interventor activo, ao longo da sua vida, na política monárquica em Portugal. foi Presidente da Direcção Geral das Semanas de Estudos Doutrinários (I, II e III congressos) Presidente da Causa Monárquica durante a II República, membro do Conselho de Lugar-Tenência, tendo recebido o Colar de Mérito da Causa Monárquica

## Sociedades a que pertenceu, cargos desempenhados e distinções recebidas
Sócio da Academia de Ciências de Nova York;
Membro do Conselho Científico do Centro Universitário Europeu para os Bens Culturais (RAVELLO);
Sócio da Rassegna Internazionale di Logica de Bolonha;
Sócio do Centro Superiori di Logica e Scienze Comparate;
Sócio da Academia Mediterrânica de Ciências de Catânia;
Membro sa Sociedade Europeia de Cultura;
Membro do Conselho Superior de Normalização;
Presidente do Centro de Estudos de Arte e Arqueologia de Tomar;
Sócio do Instituto de Coimbra desde 1943 e Presidente da sua Classe de Ciências;
Membro ordinário da Academia Internacional (Classe de Física-Matemática desde 1982;
Sócio do Centro Académico de Democracia Cristã (CADC);
Sócio do Centro de Estudos Sociais Vector;
Medalha da Cidade de Tomar;
Medalha do Ano do Rotary Clube de Tomar;

## Obra publicada[7]

### Matemática
O Problema das Quatro Cores, Dissertação de Doutoramento, Livraria Atlântida, Coimbra, 1953;
Lições de Mecânica Racional, 1949 e reeditada em 1954;
Elementos de Aritmética Racional para o 6º ano dos liceus, oficialmente aprovado como livro único em 1951;
Princípios de Geometria Analítica Plana, para o 7º ano dos Liceus, Porto 1956;
Contribuição para o Estudo do Problema das Quatro Cores, Coimbra 1958;
Sobre o Problema das Quatro Cores, Coimbra 1958, Coimbra, 1960;
Sobre Numeração de Redes, Madrid, 1959;
Sobre o Ciclo de Witney, Coimbra, 1960;
Lições de Geometria Superior, Coimbra, 1960;
Um Teorema sobre Redes Numeráveis, Coimbra 1960;
Decomposição de um Esquema pelas Redes Totais, O Instituto, vol. 124, Coimbra, 1961;
Envolventes de Variedades em Espaços de N Dimensões, O Instituto, vol. 124,Coimbra, 1961;
Observação Sobre Redes Ternárias, O Instituto, vol. 124,Coimbra, 1961;
Um Teorema sobre Decomposição de Redes, O Instituto, vol. 124, Coimbra 1961;
Sobre El Concepto de Envolvente, XXV Congresso Luso-Espanhol, Sevilha 1963
Le Schema d'Une Carte, Porto, 1966;
Matemática e Conhecimento, Coimbra, 1984

### Política e Economia
Discurso no Aniversário de SAR O Príncipe da Beira, Lisboa, 1959;
Elogio da Monarquia, Coimbra 1959;
Discurso Inaugural da II Semana de Estudos Doutrinários, Vol. das Actas do Congresso, Coimbra, 1960;
Palavras aos Monárquicos, Viseu, 1964;
De Alguns Temas e Problemas Actuais, Coimbra 1961;
A Nação, Valor Permanente, Coimbra 1965;
O Conceito de Nação, Coimbra 1970;
O Dever Deste Momento, Coimbra, 1971;
Portugal e a Integração Política e Económica Europeia: Dilema ou Não?, Revista Resistência de Jan-Fev de 1972
Da Inflação, Lisboa 1979
Anos 80, Que Rumo Para Portugal?, Coimbra 1980;
O Quadro Político-Económico Actual e a Mundialização da Economia - Que Futuro?, Viseu, 1998;
Portugal na Comunidade Lusófona e na Comunidade Europeia, Tomar 1999;
Portugal e as Grandes Comunidades, Tomar, 2000;
Estruturas Político-Económicas, Que Futuro?, Tomar, 2004;

### Artes
Curso Livre de Jornalismo (Discursos de Abertura e de Encerramento), Tomar 1986;
Portugal no Mundo, Arte Lusíada, Tomar 1987;
Centenário do Dr. Feliciano Guimarães - Seu Tempo e sua Obra Artística;
Língua Portuguesa, Tomar 1989;
Psicologia Social em Portugal e Espanha, Tomar 1992;
Da Arte Portuguesa, Tomar 1993;
Do Ensino Superior, Tomar 1994;
Defesa do Património, Tomar1998;
Da Conservação e Restauro, Tomar 2000;
E ainda, colaboração dispersa por vários jornais e revistas, bem como conferências e entrevistas não publicadas